# قلقلک قزل‌آلا
قلقلک قزل‌آلا یا قلقلک ماهی قزل‌آلا (Trout tickling)، هنر مالیدن زیر شکم ماهی قزل‌آلا با انگشتان است. اگر به درستی انجام شود، ماهی قزل‌آلا پس از یک دقیقه یا بیشتر به حالت خلسه می‌رود و سپس به آسانی می‌توان آن را بازیابی کرد و به نزدیک‌ترین زمین خشک پرتاب کرد.
در اسکاتلند این تکنیک را اغلب «guddling» یا گاهی «ginniling» می‌نامند. این عمل در حال حاضر در اکثر شرایط در بریتانیا، غیرقانونی است. یک روش مرتبط برای صید گربه‌ماهی با دست در ایالات متحده "noodling" نامیده می‌شود.
قلقلک قزل‌آلا، پیشینه‌ای کهن دارد. نویسنده یونانی، «اوپیان»، در کتاب Halieutica خود، بزرگ‌ترین اثر دوران باستان در مورد ماهیگیری، به صید ماهی قزل‌آلا با دست اشاره می‌کند.